# باغ هفت حوض
باغ هفت حوض باغی بود مثلثی شکل در نزدیک سبزه میدان و بازار گلوبندک و متعلق به محمدحسین صدر اصفهانی، صدر اعظم فتحعلی شاه، که اکنون هیچ اثری از آن باقی نیست. این باغ در زمین‌های بوستان‌های پایینی ارگ تهران و بالای بازار تهران که سبزه میدان هم جزو همان اراضی بوده، واقع شده بود. جانب شمالی این باغ مماس با حصار جنوبی ارگ بود و ضلع شرقی آن را کوچه منوچهرخانی شامل می‌شد و ضلع دیگرش به‌طور نسبی، غرب چهارراه کنونی گلوبندک را به انتهای کوچه منوچهرخانی وصل می‌کرد.